# Eric Grant Cable
Eric Grant Cable (ur. 25 lutego 1887, zm. 7 maja 1970 w Surrey) – brytyjski funkcjonariusz wywiadu MI6, urzędnik konsularny i dyplomata.
Ojcem był James Cable. Studiował na uniwersytetach w Helsinkach, Londynie i Heidelbergu. 10 grudnia 1914 mianowano go II porucznikiem (Second Lieutenant) piechoty. Pełnił funkcje w brytyjskiej służbie dyplomatyczno-konsularnej, m.in. na placówkach w Helsingforsie (1904-1907, 1908-1912), wicekonsula w Hamburgu (1914) i Rotterdamie (1914), konsula w Reykjavíku (1914-1919), Dunkierce (1919-1920) i Rydze (1920), urzędnika w Foreign Office (1920-1921), wicekonsula w Stanleyville (1921), ponownie urzędnika w Foreign Office (1921-1922), konsula w Oslo (1922-1926), Gdańsku (1926-1929), Portland (1929-1931) i Seattle (1932-1933), konsula i sekretarza handlowego w Kopenhadze (1933-1939), konsula generalnego w Kolonii (1939), Rotterdamie (1939-1940), urzędnika Home Office (1940-1941), urzędnika Foreign Office (1941), konsula generalnego w Zurychu (1942-1947). W tym też mieście uczestniczył w rozmowach aliantów z przedstawicielami władz niemieckich i anty-hitlerowskiego ruchu oporu w Niemczech, m.in. wielokrotnie z konsulem niemieckim w Lugano Alexandrem von Neurath. Następnie przeszedł na emeryturę. 
Wymienia go informator "British Spooks Who's Who" (Brytyjscy szpiedzy, kto jest kim), część 2.
Udekorowany Orderem św. Michała i św. Jerzego CMG.